# Aniek Nouwen
Aniek Nouwen (Deurne, 9 maart 1999) is een Nederlands voetbalster. Ze speelt als verdedigster voor PSV in de Vrouwen Eredivisie.

## Clubcarrière
Nouwen begon als keepster met voetballen bij het lokale SV Deurne. In 2013 werd zij verdedigster. Sinds 2016 kwam Nouwen uit voor PSV.
Op 12 mei 2021 maakte Nouwen bekend dat zij bij Chelsea in Londen een contract had getekend.
Op 21 januari 2023 werd bekendgemaakt dat Nouwen op huurbasis een contract had getekend bij AC Milan voor het resterende deel van seizoen 2022/23. In januari 2025 werd Nouwen nogmaals verhuurd, ditmaal aan Crystal Palace FC.
Nouwen keerde op 5 juli 2025 terug bij PSV. Ze tekende een contract tot medio 2028 en was de vervanger van Veerle Buurman, die de omgekeerde weg bewandelde.

## Statistieken
| Seizoen | Club              | Land               | Competitie           | Wedstrijden | Doelpunten |
| ------- | ----------------- | ------------------ | -------------------- | ----------- | ---------- |
| 2016/17 | PSV               | Vlag van Nederland | Eredivisie           | 25          | 3          |
| 2017/18 | PSV               | Vlag van Nederland | Eredivisie           | 22          | 5          |
| 2018/19 | PSV               | Vlag van Nederland | Eredivisie           | 22          | 7          |
| 2019/20 | PSV               | Vlag van Nederland | Eredivisie           | 12          | 2          |
| 2020/21 | PSV               | Vlag van Nederland | Eredivisie           | 4           | 2          |
| 2021/22 | Chelsea           | Vlag van Engeland  | Women's Super League | 14          | 1          |
| 2023/23 | Chelsea           | Vlag van Engeland  | Women's Super League | 3           | 0          |
| 2023/23 | AC Milan          | Vlag van Italië    | Serie A              | 11          | 0          |
| 2023/24 | Chelsea           | Vlag van Engeland  | Women's Super League | 1           | 0          |
| 2024/25 | Chelsea           | Vlag van Engeland  | Women's Super League | 0           | 0          |
| 2024/25 | Crystal Palace FC | Vlag van Engeland  | Women's Super League | 4           | 1          |
| 2025/26 | PSV               | Vlag van Nederland | Eredivisie           | 0           | 0          |
| Totaal  | Totaal            | Totaal             | Totaal               | 134         | 21         |

Laatste update: 5 juli 2025

## Interlandcarrière
Nouwen werd geselecteerd voor het Nederlands vrouwenvoetbalelftal voor de wedstrijd in de Galgenwaard tegen Zwitserland op 9 november 2018 en maakte haar debuut op 4 maart 2019 in een wedstrijd tegen Polen in de Algarve Cup. In oktober 2020 scoorde ze haar eerste doelpunt voor Oranje in de kwalificatiewedstrijd voor het EK 2022 tegen Estland.
| Interlandgoals | Interlandgoals  | Interlandgoals                  | Interlandgoals | Interlandgoals | Interlandgoals | Interlandgoals  |
| -------------- | --------------- | ------------------------------- | -------------- | -------------- | -------------- | --------------- |
|                |                 |                                 |                |                |                |                 |
| Goal           | Datum           | Locatie                         | Tegenstander   | Score          | Uitslag        | Competitie      |
| 1.             | 23 oktober 2020 | Euroborg, Groningen, Nederlands | Estland        | 6–0            | 7–0            | EK-kwalificatie |

## Erelijst
PSV
- KNVB Beker: 2020/21

 Chelsea
- FA Women's Super League: 2021/22
- FA Cup: 2021/22

1 Evrard ·
2 Thrige ·
3 Hendriks ·
4 Buurman ·
5 Bross ·
6 Folkertsma ·
9 Smits ·
10 Ripa ·
11 Jansen ·
14 Strik ·
16 Alkemade ·
17 Jacobs ·
18 Dessing ·
19 Stoit ·
20 Nijstad ·
21 Lacroix ·
22 Derks ·
23 Kemper-Moorrees ·
24 Henschen ·
25 Frijns ·
26 Biegel Esteves ·
27 Xhemaili ·
29 Kalma ·
30 Verheijen ·
Coach: Ten Berge
· Assistent-coach: Van Dael
1: Van Domselaar ·
2: Wilms ·
3: Van der Gragt ·
4: Nouwen ·
5: Dongen ·
6: Roord ·
7: Beerensteyn ·
8: Spitse ·
9: Snoeijs ·
10: Van de Donk ·
11: Martens · 12: Bayings · 13: R. Jansen · 14: Groenen · 15: Dijkstra · 16: Kop · 17: Pelova · 18: Casparij · 19: Kaptein · 20: Janssen · 21: Damaris · 22: Brugts · 23: Weimar · Coach: Jonker